# Dagbladet (Norge)
 For alternative betydninger, se Dagbladet. (Se også artikler, som begynder med Dagbladet)
Dagbladet er Norges tredjestørste avis med et oplag på 146.512 eksemplarer i 2006. Avisen blev grundlagt i 1869 og er siden 1983 udkommet i tabloidformat. Politisk er avisen i dag uafhængig, men tidligere var den tilknyttet Venstre. Chefredaktør er siden 2006 Anne Aasheim.
Dagbladet ejes af AS Avishuset Dagbladet. Udover den trykte avis drives internetavisen dagbladet.no, der har 1.7 mio. besøgende om ugen, hvilket gør den til Europas mest succesfulde internetavis målt efter befolkningsstørrelse og moderavisens læsertal.
Dagbladets redaktionelle linje præges af "enkle" nyheder, ofte såkaldte human interest-historier. Hovedkonkurrenten er Norges anden store tabloidavis, VG.

## Oplag
Tal fra norske Mediebedriftenes Landsforening:
| - 1980: 132 295 - 1981: 140 429 - 1982: 138 674 - 1983: 155 337 - 1984: 169 317 - 1985: 175 685 - 1986: 187 942 - 1987: 198 937 - 1988: 206 092 - 1989: 214 637 - 1990: 219 757 - 1991: 214 925 - 1992: 224 490 - 1993: 227 796 - 1994: 228 834 | - 1995: 209 421 - 1996: 205 740 - 1997: 204 850 - 1998: 206 357 - 1999: 206 969 - 2000: 192 555 - 2001: 193 637 - 2002: 191 164 - 2003: 186 136 - 2004: 183 092 - 2005: 162 069 - 2006: 146 512 - 2007: 135 611 - 2008: 123 383 - 2009: 105 255 | \| \| \| Udviklingen i Dagbladets nettooplag. \| |
| | |                                                  |
| Udviklingen i Dagbladets nettooplag. | |                                                  |